# Actinodaphne sikkimensis
Actinodaphne sikkimensis är en lagerväxtart som beskrevs av Carl Daniel Friedrich Meisner. Actinodaphne sikkimensis ingår i släktet Actinodaphne och familjen lagerväxter. Inga underarter finns listade i Catalogue of Life.